# Mistrzostwa Europy w Short Tracku 2000
4. edycja Mistrzostw Europy w Short Tracku odbyła się w dniach 21–23 stycznia 2000 we włoskim Bormio.

## Klasyfikacja medalowa
Pogrubieniem oznaczono kraj gospodarza imprezy (Włochy):
| Lp.    | Kraj            | Złoto | Srebro | Brąz | Razem |
| 1.     | Włochy          | 6     | 7      | 6    | 19    |
| 2.     | Bułgaria        | 5     | 1      | 0    | 6     |
| 3.     | Wielka Brytania | 1     | 3      | 2    | 6     |
| 4.     | Holandia        | 0     | 1      | 1    | 2     |
| 5.     | Francja         | 0     | 0      | 1    | 1     |
| 5.     | Niemcy          | 0     | 0      | 1    | 1     |
| 5.     | Węgry           | 0     | 0      | 1    | 1     |
| Ogółem | Ogółem          | 12    | 12     | 12   | 36    |

## Medaliści i medalistki

### Mężczyźni
| Konkurencja          | Złoto               | Czas     | Srebro              | Czas     | Brąz                | Czas     |
| -------------------- | ------------------- | -------- | ------------------- | -------- | ------------------- | -------- |
| 500 metrów           | Fabio Carta         | 42.830   | Dave Versteeg       | 42.893   | Kornél Szántó       | 42.953   |
| 1000 metrów          | Nicola Franceschina | 1:31.637 | Michele Antonioli   | 1:32.180 | Cees Juffermans     | 1:32.794 |
| 1500 metrów          | Nicky Gooch         | 2:33.339 | Nicola Franceschina | 2:33.366 | Michele Antonioli   | 2:33.526 |
| 3000 metrów          | Fabio Carta         | 4:50.374 | Nicky Gooch         | 4:51.829 | Michele Antonioli   | 4:52.635 |
| Wielobój             | Fabio Carta         | 73 pkt.  | Nicky Gooch         | 63 pkt.  | Nicola Franceschina | 60 pkt.  |
| Sztafeta 5000 metrów | Włochy ·            | 7:00.928 | Wielka Brytania ·   | 7:03.919 | Francja ·           | 7:06.810 |

### Kobiety
| Konkurencja          | Złoto             | Czas     | Srebro            | Czas     | Brąz              | Czas     |
| -------------------- | ----------------- | -------- | ----------------- | -------- | ----------------- | -------- |
| 500 metrów           | Katia Zini        | 44.551   | Ewgenija Radanowa | 44.563   | Debbie Palmer     | 45.709   |
| 1000 metrów          | Ewgenija Radanowa | 1:39.261 | Evelina Rodigari  | 1:40.007 | Yvonne Kunze      | 1:40.138 |
| 1500 metrów          | Ewgenija Radanowa | 2:30.183 | Katia Zini        | 2:30.467 | Evelina Rodigari  | 2:31.385 |
| 3000 metrów          | Ewgenija Radanowa | 5:57.828 | Katia Zini        | 5:58.197 | Evelina Rodigari  | 5:59.536 |
| Wielobój             | Ewgenija Radanowa | 123 pkt. | Katia Zini        | 76 pkt.  | Evelina Rodigari  | 47 pkt.  |
| Sztafeta 3000 metrów | Bułgaria ·        | 4:22.540 | Włochy ·          | 4:23.989 | Wielka Brytania · | 4:31.872 |